# علي محمد صيقل
علي محمد صيقل، (1362 هـ/1943 م - 13 شعبان 1443 هـ/16 مارس 2022م) شاعر سعودي.

## الدراسة والعمل
ولد صيقل في جزر فرسان التابعة لمنطقة جازان جنوب المملكة العربية السعودية، وتخرج في معهد المعلمين بجازان عام 1382 هـ، ثم حصل على شهادة الدراسة التكميلية من مركز الدراسات بالطائف عام 1394 هـ، مثل صيقل المملكة العربية السعودية في مهرجان الشعر العربي لدول الخليج عام 1408 هـ.

## شاعريته
"نشر قصائده في عدد من الصحف والمجلات السعودية، وهو عضو في نادي جازان الأدبي الذي نشر له ديوانين، هما: ترانيم على الشاطئ 1401هـ(1981م)، وأغنية للوطن 1409هـ(1989م). وقد قدم لديوانه الأول زميله الشاعر إبراهيم بن عبد الله مفتاح، فأشار إلى أنه ملتزم في حداثته، موضوعي في أفكاره، ولم يخرجه التجديد عن المألوف، ولاحظ أن البحر يتمثل في كل زاوية من زوايا الديوان يمنحه أخيلة رقيقة في تأملاته ونظراته وحبه.
ولقد استطاع عللي صيقل أن يطوّع الشعر الموزون المقفّى للرؤية الشعرية الجديدة، وجاءت تجاربه الشعرية انفعالاً صادقًا، ولغة تركيبية، وصورة شعرية جديدة، وإيحاء مشعًا في كل اتجاه.
وأصالة صيقل تكمن وفق تعبير صابر عبد الدايم في القدرة الشعرية على نحت معجمه من تضاريس بيئته، وتكوين صوره الشعرية من لبناتها". 

## وفاته
توفي صيقل يوم الأربعاء 13 شعبان 1443هـ الموافق 16 مارس 2022 م عن عمر ناهز 79 عاما.